# Chaux-des-Prés
Chaux-des-Prés è un comune francese di 196 abitanti situato nel dipartimento del Giura nella regione della Borgogna-Franca Contea.

## Società

### Evoluzione demografica
Abitanti censiti